# Paghachbjur
Paghachbjur – wieś w Armenii, w prowincji Lorri. W 2011 roku liczyła 113 mieszkańców.